# 亚历山大·鲍里索维奇·科甘
亚历山大·鲍里索维奇·科甘（羅馬化：Aleksandr Borisovich Kogan；1969年2月26日—）是俄罗斯政治人物，国家杜马代表。2005年，他获得了经济学副博士学位。
1998年至2003年，他担任奥伦堡州立法议会代表。2002年至2003年，他担任奥伦堡市议会代表。2003年，他当选为奥伦堡选区第四届国家杜马代表。2007年，他再次当选第五届国家杜马议员。2008年至2016年，他担任统一俄罗斯党总委员会和最高委员会成员。2012年1月至5月，他担任俄罗斯联邦经济发展部部长顾问。2012年至2013年，他担任莫斯科州政府共享住房建设和危房建设部长。2015年4月，他被任命为莫斯科州生态和自然资源部长。2018年，他成为莫斯科州州长顾问。2021年9月起，他担任第八届国家杜马代表。

## 制裁
伊利佳科夫于2022年因俄乌战争而受到英国政府制裁。